# 讃岐建
讃岐 建（さぬき けん、1959年7月1日 - ）は、日本の行政管理（総務）・総務官僚。

## 来歴
1984年3月、東京大学法学部卒業。国家公務員上級甲種試験（行政）を受け、行政管理庁に入庁。行政管理局管理官付。1989年、行政官長期在外研究員としてハーバード大学で行政学を研究。1991年7月、総務庁行政監察局企画調整課長補佐。1994年4月、外務省在連合王国日本国大使館一等書記官。1997年5月、総務庁行政監察局副監察官。同年7月、行政管理局副管理官。1998年7月、行政監察局企画調整課企画官。2001年1月、総務省行政評価局総務課企画官。同年7月、行政評価局評価監視官。2004年4月、行政管理局管理官。2005年8月、内閣官房内閣参事官（内閣官房副長官補付）、内閣官房行政改革推進事務局行政改革推進調整室参事官（～2006年4月）。2006年4月、総務省大臣官房付、内閣官房内閣参事官（内閣官房副長官補付）（～2007年7月）、内閣官房行政改革推進事務局行政改革推進調整室参事官（～2006年6月）。同年6月、内閣官房行政改革推進室参事官（～2007年7月）、内閣官房行政改革推進本部事務局参事官（～2007年7月）。2007年7月、総務省大臣官房政策評価広報課長。2008年7月、行政評価局行政相談課長。2009年7月、行政評価局総務課長。2011年7月、内閣府公益認定委員会事務局次長、内閣府大臣官房公益法人行政担当室次長（～2013年6月）、内閣府行政刷新会議事務局（～2012年12月）。2012年1月、内閣官房内閣参事官（内閣官房副長官補付）（～2012年12月）、内閣官房行政改革実行本部事務局参事官（～2012年12月）。2013年1月、内閣府大臣官房行政改革関係組織検討準備室次長（～2013年6月）。同年6月、総務省大臣官房審議官（行政管理局担当）、財務省大臣官房審議官（大臣官房担当）（～2016年6月）。2015年1月、総務省大臣官房審議官（行政評価局担当）、総務省行政評価局年金記録確認中央第三者委員会事務室長（〜2015年6月）。2016年6月、行政評価局長。2019年7月5日、退官。2020年1月1日、一般財団法人簡易保険加入者協会監事。